# Вуосаарі (станція метро)
60°12′26″ пн. ш. 25°08′32″ сх. д. / 60.20722° пн. ш. 25.14222° сх. д.
Вуосаарі (фін. Vuosaari, швед. Nordsjö) — найсхідніша станція метрополітену Гельсінкі. Одна з кінцевих станцій поряд зі станціями «Меллунмякі» та «Матінкюля». Територіально розташована в центральній частині великого житлового району Вуосаарі у Східному Гельсінкі.
Біля станції розташована стоянка на 222 автівок
Експлуатується з 31 серпня 1998 року. Спроєктована архітекторським бюро Esa Piironen Oy. Пасажиропотік на добу (робочі будні) в середньому дорівнює 14 тис. осіб. Станція має два виходи — західний та східний. Обидва виходи оснащені ескалаторами і ліфтами. Західна сторона — вихід до мосту Уллаппасілта і спортивного комплексу Вуосаарі. Зі східного боку виходить до торгового центру «Колумбус» (Columbus), центру соціальних послуг «Альбатрос», висотного житлового комплексу «Циррус», культурного центру «Вуотало», а також до платформ відправлення рейсових автобусів місцевого сполучення 90, 90A, 90N, 96, 560, 813, 814, 815, 816, 817, 818, 819.
Конструкція: наземна станція закритого типу з однією острівною платформою.
В 2011 році для спорудження гейту із залізницею одну із колій за станцією був продовжений на північний схід на 1,4 км до території порту Вуосаарі, та замінила попередню, довшу службову лінію, що проходила через район Віїккі.